# Allium siculum
Allium carinatum
Espèce
Classification APG III (2009)
Allium siculum (ou Nectaroscordum siculum), dit : ail miel, lys de miel de Sicile, ail de miel de Sicile, ail de Bulgarie ou cloches méditerranéennes, est une espèce de plantes à fleurs du genre Allium et de la famille des Amaryllidaceae présente en Europe et en Turquie. Il est originaire des régions autour de la Méditerranée et de la Mer Noires, et cultivé dans d'autres régions comme plante ornementale et culinaire.

## Descriptif
Il a des grappes voyantes de fleurs en forme de cloche gracieusement tombantes produites de mai à début juin, assises au sommet d'une haute tige verte, jusqu'à 1,2 m de hauteur. Les fleurons (fleurs), suspendus à de longs pédicelles tombants, sont de couleur crème avec une strie marron sur chaque pétale, ont des pointes évasées blanches et sont teintées de vert à la base. Les fleurs sont suivies de gousses décoratives dressées à la fin de l'été. Le feuillage bleu-gris est de section triangulaire et fortement tordu sur la longueur des feuilles ascendantes,. Une odeur pénétrante et désagréable est libérée lorsque la plante est coupée.

## Répartition et habitat
Allium siculum est originaire de Turquie, Crimée, Grèce, Bulgarie, Roumanie, sud de la France dont Corse, et Italie (Basilicate, Abruzzes, Ombrie, Toscane, Sicile, Sardaigne). On le trouve dans les bois humides et ombragés .

## Taxonomie
Allium siculum fait partie d'un petit sous-genre Nectaroscordum de Allium, qui ne comprend que cette espèce et Allium tripedale.
A. siculum comprend deux sous-espèces : 
- Allium siculum subsp. dioscoridis (Sm.) K.Richt. (Syn. Allium bulgaricum (Janka) Prodán, Allium dioscoridis Sm., Allium meliophilum Juz.,Nectaroscordum bulgaricum Janka, Nectaroscordum dioscoridis Sm., Nectaroscordum meliophilum (Juz.) Stank., Nectaroscordum siculum subsp. bulgaricum (Janka) Stearn) - originaire de Grèce, Turquie, Bulgarie, Roumanie, Crimée, et introduit en Grande Bretagne[6].
- Allium siculum subsp. siculum - originaire de France (dont la Corse), Italie (dont la Sardaigne et Sicile)[7]

## Utilisations

### Ornementale
Allium siculum est cultivé comme ornementale dans les jardins floraux. Il a des fleurs voyantes et tombantes, avec chaque ombelle sur des tiges provenant du même endroit) ayant jusqu'à 30 fleurs individuelles, de couleurs blanches, roses et verte. Bien que les fleurs soient initialement tournées vers le bas, elles se tournent vers le haut juste avant de former des graines. Il a également un feuillage tordu inhabituelle. Contrairement à la majorité des autres espèces d'Allium, A. siculum pousse bien à l'ombre.

### Culinaire
En Bulgarie, les feuilles de Allium siculum subsp. dioscoridis, qui est connu sous les noms vernaculaires 'samardala' et 'ail miel bulgare', sont utilisés dans la préparation de mélanges d'épices et comme assaisonnement,,.